# День свободы программного обеспечения

Логотип Дня свободы программного обеспечения

День свободы программного обеспечения (англ. Software Freedom Day, SFD, День СПО, также иногда День программной свободы) — ежегодный всемирный праздник, посвященный свободному программному обеспечению (свободному ПО) и ПО с открытым исходным кодом.  День СПО — публичная образовательная инициатива, нацеленная на повышение уровня осведомленности о свободном ПО и его преимуществах, информирование о последних технологиях и тенденциях в СПО, а также на поощрение его использования.
День СПО был создан в 2004 году и проведен 28 августа того же года, участие приняли около 12 команд. С тех пор, как он рос в популярности прогнозировали, что количество участвующих команд увеличится до 1000, но в 2010 и 2011 участвовало лишь порядка 400 команд, что на треть меньше чем в 2009.
С 2006 года День СПО проводится в третью субботу сентября, и может совпадать с Международным пиратским днем.

## Software Freedom International
«Software Freedom International» (SFI) — некоммерческая организация являющаяся официальным организатором Дня СПО, а также юридическим лицом, принимающим пожертвования, спонсорских контрактов и также ведущим бухгалтерский учёт. SFI успешно получила безналоговый статус в США, где она и зарегистрирована и все пожертвования облагаются налогами. Название Software Freedom International выбрано для различения между самим Днем СПО и организующей организацией.

## День СПО
Каждое мероприятие организуется местными командами по всему миру. SFD wiki содержит информацию по городам и командам-организаторам, на страницах которых можно прочитать об их планах. Формат мероприятия выбирается местными командами, а потому  он весьма разнится - от конференций объясняющих плюсы использования СПО, семинары, демонстрации, игры, дискуссии и Инсталфесты.

## День СПО в России
Энтузиасты из многих городов России регулярно отмечают День свободы программного обеспечения (например, Екатеринбург ежегодно отмечал SFD в 2008—2016 годах). Как правило, празднования проходят в формате конференций и семинаров в местных вузах и других крытых помещениях.
15 сентября 2012 года в Москве День свободы ПО впервые для России отмечался публично в центре города. Мероприятие, организованное местными компаниями, энтузиастами и «Пиратской партией России», проходило в формате неполитического митинга, согласованного с властями. Несмотря на неполитический характер мероприятия, по его итогам была принята резолюция, призывающая чиновников обратить внимание на актуальные проблемы, связанные со свободным ПО в России.
Более 6 лет в Саратове проводится Software Freedom Day - День Свободы ПО.
Этот праздник посвящён возможностям, которые получают люди использующие определённый подход к совместному использованию и разработке программного обеспечения.
Текущий год не исключение, 20 сентября 2014 года будет проведено мероприятие, не в традиционном формате и не в стенах ВУЗа.

## Статистика мероприятий
| Дата             | Кол-во команд | Кол-во стран | Карта мероприятий  |
| ---------------- | ------------- | ------------ | ------------------ |
| 28 августа 2011  | 12            | N/A          | linux.com          |
| 10 сентября 2005 | 136           | 60           | linux.com SFD 2005 |
| 16 сентября 2006 | 180           | 70           | SFD 2006           |
| 15 сентября 2007 | 286           | 80           | SFD 2007           |
| 20 сентября 2008 | 563           | 90           | SFD 2008           |
| 19 сентября 2009 | 700           | 90           | SFD 2009           |
| 18 сентября 2010 | 397           | 90           | SFD 2010           |
| 17 сентября 2011 | 442           | 87           | SFD 2011           |
| 15 сентября 2012 | 301           | 73           | SFD 2012           |
| 21 сентября 2013 | 316           | 81           | SFD 2013           |
| 20 сентября 2014 | 197           | 59           | SFD 2014           |
| 19 сентября 2015 | 141           | 47           | SFD 2015           |
| 17 сентября 2016 | 128           | 51           | SFD 2016           |
| 16 сентября 2017 | 88            | 44           | SFD 2017           |
| 15 сентября 2018 | 71            | 37           | SFD 2018           |
| 21 сентября 2019 | 59            | 36           | SFD 2019           |
| 21 сентября 2019 | 59            | 36           | SFD 2019 map       |
| 19 сентября 2020 | 18            | 18           | SFD 2020 wiki      |
| 18 сентября 2021 | 60            | 28           | SFD 2021 wiki      |
| 17 сентября 2022 | 43            | 20           | SFD 2022 wiki      |
| 16 сентября 2023 | 49            | 30           | SFD 2023 wiki      |